# Еилат
Еилат (хебр. אילת, арап. ‏إيلات‎) је град у Израелу у Јужном округу. Према процени из 2007. у граду је живело 46.900 становника.
Уз оближњи египатски град Табу и јорданску (раније саудијску) луку Акаба, Еилат се налази на северном крају Елиатског залива, који је источни рукавац Црвеног мора (западни води у Суецки канал). Еилат је добио име по старозаветном Елату, који одговара данашњој оближњој Акаби.

## Географија
Време у Еилату је веома вруће и суво због близине Негева, Синаја, арапске и пустиње Сахара. Температуре лети често прелазе 35 °C, а зими - 25 °C, што је врло вруће чак и за релативно топле израелске прилике (мада се врућина много мање осећа но нпр. у Тел Авиву због ниске влажености ваздуха). Ипак, релативно хладне (22 °C - 25 °C) и чисте воде Црвеног мора које су станиште великог броја тропских морских врста, и егзотична лепота околних предела чине град омиљеном туристичком дестинацијом, најпопуларнијом у Израелу. Град је омиљено стециште рекреативних ронилаца и посматрача птица.

## Становништво
Према процени, у граду је 2007. живело 46.900 становника.
| 1983.  | 1995.  |
| ------ | ------ |
| 18.914 | 31.653 |

## Привреда
Еилат је такође и лука од стратешког и економског значаја. Након Арапско-израелског рата 1948. и кршења међународног закона, Египат је забранио пролаз кроз Суецки канал за пловила са израелском заставом, и за пловила која не плове под израелском заставом, али носе товар у израелске луке. Ово је Еилат учинило кључном луком за Израел за приступ тржиштима источне Африке и југоисточне Азије и увоз нафте. Без Еилата, израелски бродови би морали да плове кроз Средоземно море и око Рта добре наде да би дошли до Југоисточне Азије.
Еилат је постао зона слободне трговине 1985. Град има домаћи аеродром (ознака: ETH), који се налази у центру града, одмах иза прве линије хотела. Међународни летови иду преко Овда међународног аеродрома(ознака: VDA), око 50 km североисточно од града.
У Елиату се налазе различите атракције, попут подводне опсерваторије коралног света, коралног резервата и Делфинског гребена. У Еилату живи велики број странаца.

## Партнерски градови
- Антиб
- Juan-les-Pins
- Арика
- Дурбан
- Бенидорм
- Смољан
- Камен
- Сер
- Kampen
- Торонто
- Лос Анђелес
- Ушуаја
- Пјештјани
- Шопрон
- Јалта
- Јинчуан